# Codiaeum variegatum
Codiaeum variegatum, llamada buena vista de Filipinas o crotón, es una especie de planta en el género Codiaeum, que es un miembro de la familia de las euforbiáceas. Es nativa del sur de la India, Sri Lanka, Indonesia, Malasia, y las islas occidentales del océano Pacífico, que crece en los bosques abiertos y matorrales.

## Descripción
Se trata de un arbusto de hoja perenne que crece hasta 7,5 m de altura y tiene hojas grandes, gruesas, coriáceas , perennes y brillantes, dispuestas alternativamente, de 5-30 cm de largo y 0,5-8 cm de ancho. Las inflorescencias son racimos largos 8-30 cm de largo, con flores masculinas y femeninas en inflorescencias separadas; las flores masculinas son de color blanco con cinco pétalos y 20-30 estambres, las flores femeninas de color amarillento, sin pétalos. El fruto es una cápsula de 9 mm de diámetro, que contiene tres semillas de 6 mm. Los tallos contienen savia lechosa que sangra de tallos cortados.

## Cultivo

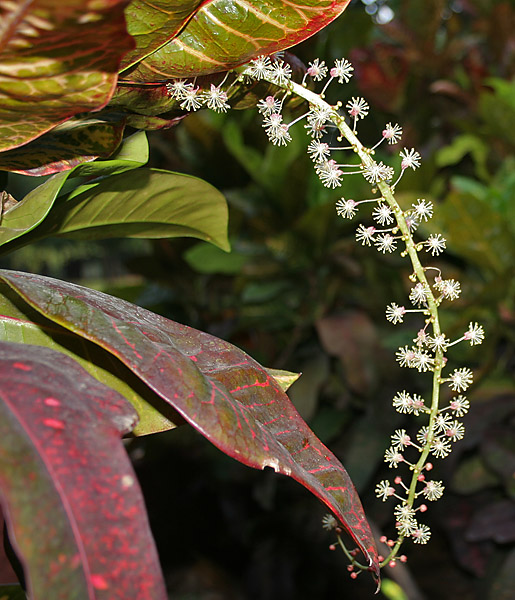
Inflorescencia masculina en Hyderabad, India.

En los climas tropicales,  hacen setos atractivos y especímenes de patio en macetas, valorados por su llamativo follaje. Sólo sobreviven al aire libre donde las temperaturas no suelen bajar de los 1 ° a 3 °C en invierno;. Temperaturas más frías pueden causar la pérdida de las hojas En climas más fríos, las plantas se cultivan en invernaderos o como plantas de interior. Los cultivos de jardín son generalmente más pequeñas que la planta silvestre, rara vez de más de 1,8 m de altura, y tienen una amplia diversidad de formas de hojas y colores. A veces se agrupan bajo el nombre Codiaeum variegatum var. pictum (Lodd.) Müll. Arg., aunque esto no son botánicamente distintas de la especie y generalmente se considera como un sinónimo de ella.

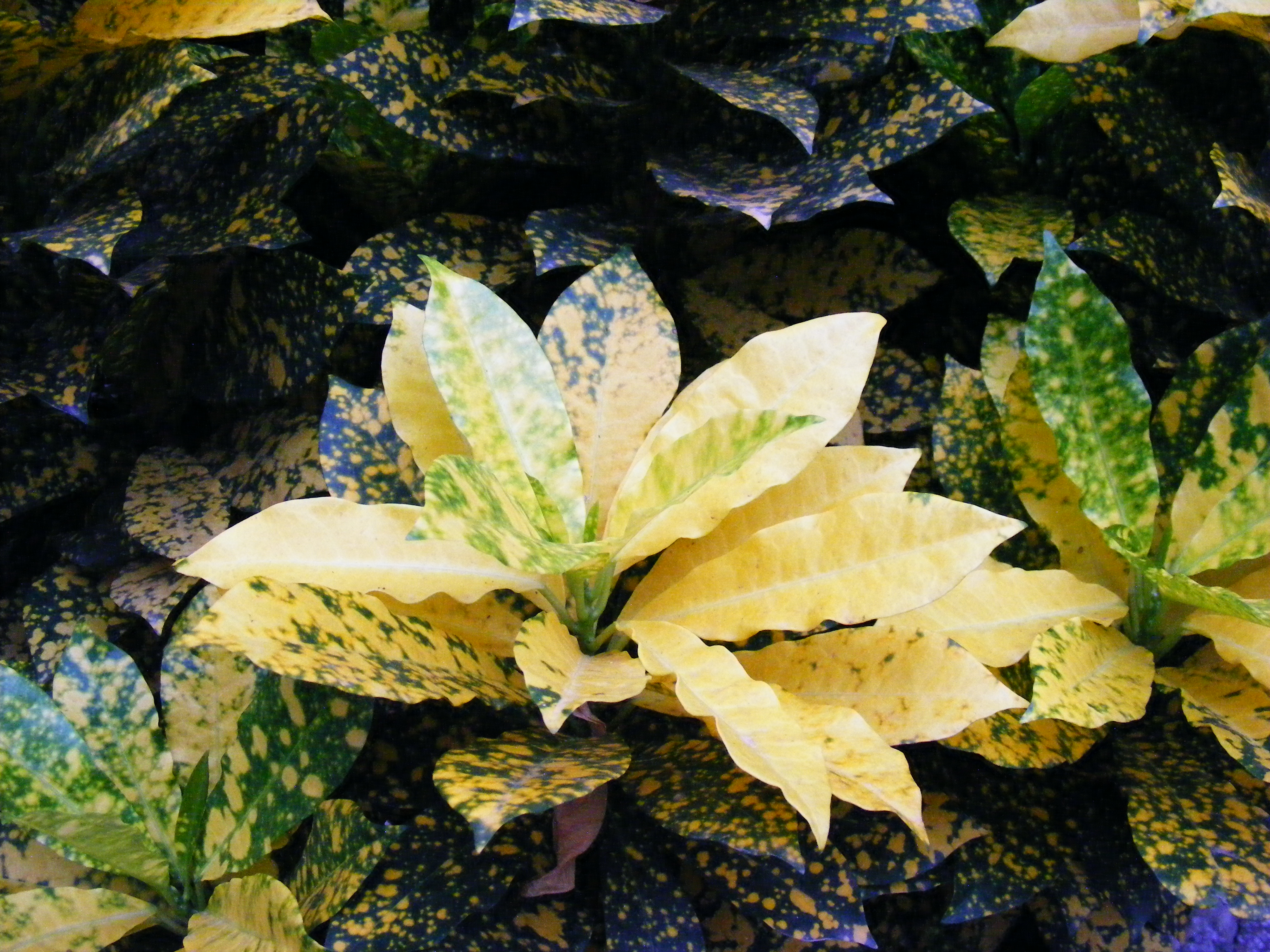
Hojas completamente amarillas en una muestra en Kolkata, India.

Hay varios cientos de variedades , seleccionadas y criadas por su follaje. Dependiendo del cultivar, las hojas pueden ser ovadas a lineales, enteras a profundamente lobuladas o plisadas, y abigarrado con el color verde, blanco, púrpura, naranja, amarillo, rojo o rosa. Los patrones de color pueden seguir las venas, los márgenes o estar en manchas en la hoja. Cultivares más populares son 'Spirale', que tiene hojas de color rojo y verde en espirales torcidas; ' Andreanum', que tiene hojas amarillas ampliamente ovales con vetas de doradas; 'Majesticum', que tiene sucursales pendulares con hojas lineares de hasta 25 cm de largo con las venas de nervadura amarilla de maduración a rojo; y 'Aureo-maculatum', que tiene hojas manchadas de amarillo.

## Precauciones
Al igual que con muchas de las Euphorbiaceae, la savia es tóxica y puede causar  eccemas en la piel en algunas personas. También es tóxica si se ingiere, aunque en pequeñas cantidades, se ha utilizado en la medicina herbal para tratar úlceras gástricas.

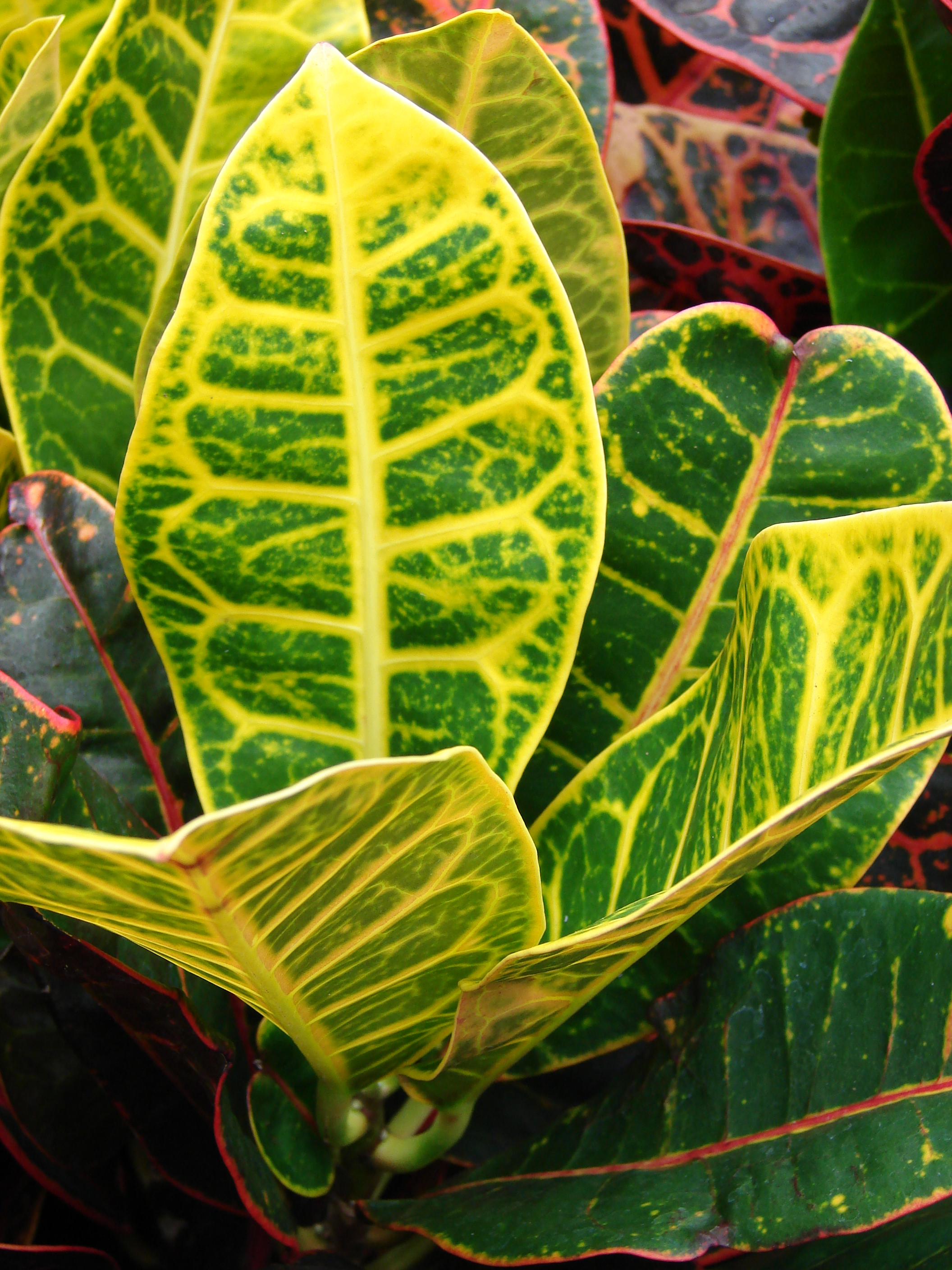
Hojas

## Taxonomía
Codiaeum variegatum fue descrita por (L.) Rumph. ex A.Juss.  y publicado en De Euphorbiacearum Generibus Medicisque earumdem viribus tentamen, tabulis aeneis 18 illustratum 80, 111, pl. 9, f. 30. 1824.
Sinonimia
- Codiaeum chrysosticton Rumph. ex Spreng.
- Codiaeum variegatum (L.) Blume
- Croton variegatus L.
- Crozophyla variegata (L.) Raf.
- Oxydectes variegata (L.) Kuntze
- Phyllaurea variegata (L.) W.Wight[8]